# Claudia Wagner
Claudia Wagner ist eine deutsche Klassische Archäologin mit einem Schwerpunkt auf der Glyptik. Sie leitet die entsprechende Abteilung des Beazley Archive.

## Leben und Leistungen
Claudia Wagner besuchte von 1977 bis 1983 das Gymnasium der CJD Jugenddorf-Christophorusschule Versmold, ab 1983 den Hochbegabtenzweig des Dr. Wilhelm-Meyer-Gymnasiums der CJD Jugenddorf-Christophorusschule Braunschweig. 1986 legte sie dort ihr Abitur ab. Anschließend begann sie ein Studium der Klassischen Archäologie, der Kunstgeschichte sowie der Philosophie an der Universität Trier. Nach dem Bestehen der Zwischenprüfung 1989 wechselte Wagner 1990 an die University of Oxford, wo sie am Merton College Klassische Archäologie und die Literae humaniores studierte. Von 1990 bis 1993 – in dieser Zeit wurden ihre Studiengebühren von der British Academy getragen – arbeitete sie als studentische Hilfskraft (Student volunteer) an der Abgusssammlung des Ashmolean Museum. 1997 schloss sie das Studium mit der Erlangung Ph.D.-Grades (DPhil) ab. Ihr Doktorvater war John Boardman, weitere Prüfer waren R. R. R. Smith und Dyfri Williams. Thema der Dissertation war Dedication Practices on the Athenian Acropolis 8th to 4th Centuries BC.
Schon 1995 begann Wagner als ehrenamtliche Forscherin (Volunteer researcher) an der Keramik-Datenbank des Beazley Archive zu arbeiten. 1998 wechselte sie auf eine feste Stelle als Senior Researcher zum Beazley Archive Gem Programme, wo sie seitdem die Forschungen des Beazley Archive zur antiken Glyptik koordiniert. Zudem betreut sie die Sammlung von 200.000 Abdrücken, Galvanoplastiken und Daktyliotheken antiker, renaissancezeitlicher sowie neoklassizistischer Gemmen und Kameen, die Sammlung von Fotografien und Negativen, von Dokumenten und Manuskripten, die Bibliothek sowie den die Gemmen betreffenden Teil der Webseite des Beazley Archives, wo sie auch für das Konzept verantwortlich ist. Daneben lehrt sie als Mitglied des Lady Margaret Hall Colleges der University of Oxford (Senior Research Lecturer) zur antiken Glyptik am Ioannou Centre for Classical and Byzantine Studies der Universität.
Wagner nahm an mehreren Ausgrabungen teil. Während des Studiums in Trier nahm sie 1987 und 1988 an den Ausgrabungen auf dem Viehmarktplatz teil, wo die römischen Thermen, römische Häuser sowie das Kloster der Zisterzienser durch das Landesdenkmalamt Rheinland-Pfalz erforscht wurden. Weitere Ausgrabungen folgten 1995 in Amorion in der Türkei, 2001 in Kato Phana auf Chios sowie 2004 in Lefkandi. Im türkischen Balboura war Wagner 1994 an einem Survey beteiligt. Neben der Glyptik, wo sie insbesondere zu antiken und neoklassischen Gemmen und der Sammlungsgeschichte forscht, interessiert sich Wagner für antike Heiligtümer und Votivgaben. Seit 2007 ist sie gewähltes Mitglied der Society of Antiquaries of London.

## Publikationen
- mit John Boardman: A Collection of Classical and Eastern Intaglios, Rings and Cameos (= British Archaeological Reports. British Series, Band 1136). Archaeopress, Oxford 2003, ISBN 1841715093.
- mit Diana Scarisbrick, John Boardman und Erika Zwierlein-Diehl: The Marlborough Gems. Formerly at Blenheim Palace, Oxfordshire. Oxford University Press, Oxford 2009, ISBN 978-0199237517.
- mit John Boardman: Gem Mounts and the Classical Tradition. Supplement to a Collection of Classical and Eastern Intaglios, Rings and Cameos (2003) (= (Studies in Gems and Jewellery, Band 4). Archaeopress, Oxford 2009, ISBN 978-1407304342.
- mit Thomas Mannack: Greek Vases in the Frits Lugt Collection (= Antiquities from the Frits Lugt Collection). Fondation Custodia, Paris 2010, ISBN 978-9078655091.
- mit John Boardman: The Gems formerly in the Collection of Giorgio Sangiorgi. 2014.
- mit Diana Scarisbrick und John Boardman: The Guy Ladrière Collection of Gems and Rings (= The Philip Wilson Gems and Jewellery Series). Philip Wilson Publishers, London 2015, ISBN 978-1781300398.
- mit Diana Scarisbrick und John Boardman: The Beverley Collection of Gems at Alnwick Castle (= The Philip Wilson Gems and Jewellery Series). Philip Wilson Publishers, London 2017, ISBN 978-1781300442.
- mit John Boardman und Julia Kagan: Natter’s Museum Britannicum. British gem collections and collectors of the mid-eighteenth century. Archaeopress, Oxford 2017, ISBN 978-1-78491-727-2.
- mit John Boardman: Masterpieces in Miniature. Engraved Gems from Prehistory to the Present (= The Philip Wilson Gems and Jewellery Series). Philip Wilson Publishers, London 2018, ISBN 978-1781300626.

## Belege
1. ↑  Dr Claudia Wagner | Lady Margaret Hall. Abgerufen am 1. Dezember 2023.

| Personendaten    | Personendaten                   |
| ---------------- | ------------------------------- |
| NAME             | Wagner, Claudia                 |
| KURZBESCHREIBUNG | deutsche Klassische Archäologin |
| GEBURTSDATUM     | 20. Jahrhundert                 |